# HC MONACObet Banská Bystrica
HC MONACObet Banská Bystrica je slovenský hokejový klub z Banské Bystrice.

## Historie
Hokej se v Banské Bystrici začal oficiálně hrát od roku 1922. V období Slovenské republiky patřil banskobystrický klub mezi nejlepší hokejová družstva. Po 2. světové válce hrála Banská Bystrica nejvyšší československou ligu, později sestoupila do 1. slovenské národní hokejové ligy. V sezoně 1994/1995 Banská Bystrica vyhrála 1. ligu a postoupila do extraligy, odkud po dvou letech sestoupila. Vrátila se v sezoně 1998/1999, ale opět vypadla. Později nastal výpadek hokeje v městě, který vyvrcholil posledním místě v 1. lize v sezoně 2004/2005 a tým se zachránil až v baráži proti týmu HKm Humenné.
V létě 2005 původní banskobystrický klub (hrající naposledy pod názvem ŠaHK Banská Bystrica) zanikl a celá infrastruktura přešla do nově vzniklého klubu HC 05 Banská Bystrica. Klub hned na to vyhrál 1. ligu, ale postoupit nemohl, protože byl farmou HKM Zvolen. Postup do extraligy se proto uskutečnil až v sezoně 2007/2008. Od té doby se klub v extralize zabydlel a je pravidelným účastníkem play-off. Po dvou finálových prohrách v sezónách 2014/2015 a 2015/2016 se Banská Bystrica dočkala v sezóně 2016/2017 premiérového mistrovského titulu.

## Historické názvy
- 2005 – HC ’05 Banská Bystrica (Hockey Club ’05 Banská Bystrica)
- 2015 – HC ’05 iClinic Banská Bystrica (Hockey Club iClinic ’05 Banská Bystrica)
- 2020 – HC '05 Banská Bystrica (Hockey Club ’05 Banská Bystrica)
- 2024 – HC MONACObet Banská Bystrica (Hockey Club MONACObet Banská Bystrica) [2]

## Jednotlivé sezóny
| Slovensko (2005 – ) |           |                  |                                                                   |          |
| Sezona              | Soutěž    | Umístění v ZČ    | Play-off                                                          | Soupiska |
| 2005/2006           | 1. liga   | Zlatá medaile    | Finále (výhra 4 : 0 na zápasy s HKm Humenné)                      |          |
| 2006/2007           | 1. liga   | 4. místo         | Semifinále (prohra 0 : 4 na zápasy s MHK SkiPark Kežmarok)        |          |
| 2007/2008           | 1. liga   | Stříbrná medaile | Finále (výhra 4 : 1 na zápasy s HK Spišská Nová Ves) (postup)     |          |
| 2008/2009           | Extraliga | 8. místo         | Čtvrtfinále (prohra 1 : 4 na zápasy s HC Košice)                  | Zde      |
| 2009/2010           | Extraliga | Stříbrná medaile | Čtvrtfinále (prohra 2 : 4 na zápasy s HK Ardo Nitra)              | Zde      |
| 2010/2011           | Extraliga | Bronzová medaile | Semifinále (prohra 3 : 4 na zápasy s HK ŠKP Poprad)               | Zde      |
| 2011/2012           | Extraliga | 8. místo         | Čtvrtfinále (prohra 1 : 4 na zápasy s HC Košice)                  | Zde      |
| 2012/2013           | Extraliga | 8. místo         | Čtvrtfinále (prohra 1 : 4 na zápasy s HKM Zvolen)                 | Zde      |
| 2013/2014           | Extraliga | Bronzová medaile | Semifinále (prohra 1 : 4 na zápasy s HK Nitra)                    | Zde      |
| 2014/2015           | Extraliga | Bronzová medaile | Finále (prohra 2 : 4 na zápasy s HC Košice)                       | Zde      |
| 2015/2016           | Extraliga | 4. místo         | Finále (prohra 2 : 4 na zápasy s HK Nitra)                        | Zde      |
| 2016/2017           | Extraliga | Zlatá medaile    | Finále (výhra 4 : 1 na zápasy s HK Nitra)                         | Zde      |
| 2017/2018           | Extraliga | Zlatá medaile    | Finále (výhra 4 : 3 na zápasy s HK Dukla Trenčín)                 | Zde      |
| 2018/2019           | Extraliga | Zlatá medaile    | Finále (výhra 4 : 1 na zápasy s HK Nitra)                         | Zde      |
| 2019/2020           | Extraliga | Zlatá medaile    | play-off zrušeno kvůli pandemii covidu-19                         | Zde      |
| 2020/2021           | Extraliga | 10. místo        | Předkolo (prohra 1 : 3 na zápasy s HK Dukla Trenčín)              | Zde      |
| 2021/2022           | Extraliga | 7. místo         | Čtvrtfinále (prohra 1 : 4 na zápasy s HKM Zvolen)                 | Zde      |
| 2022/2023           | Extraliga | 4. místo         | Čtvrtfinále (prohra 3 : 4 na zápasy s HK GROTTO Spišská Nová Ves) |          |
| 2023/2024           | Extraliga | 6. místo         | Čtvrtfinále (prohra 0 : 4 na zápasy s HK Spišská Nová Ves)        |          |
| 2024/2025           | Extraliga | 5. místo         | Čtvrtfinále (prohra 1 : 4 na zápasy s Vlci Žilina)                |          |

## Slavní hráči
- Ivan Majeský
- Richard Zedník
- Michal Handzuš
- Vlastimil Plavucha
- Vladimír Országh
- Peter Budaj
- Tomáš Surový
- Zoltán Bátovský